# Underståthållare

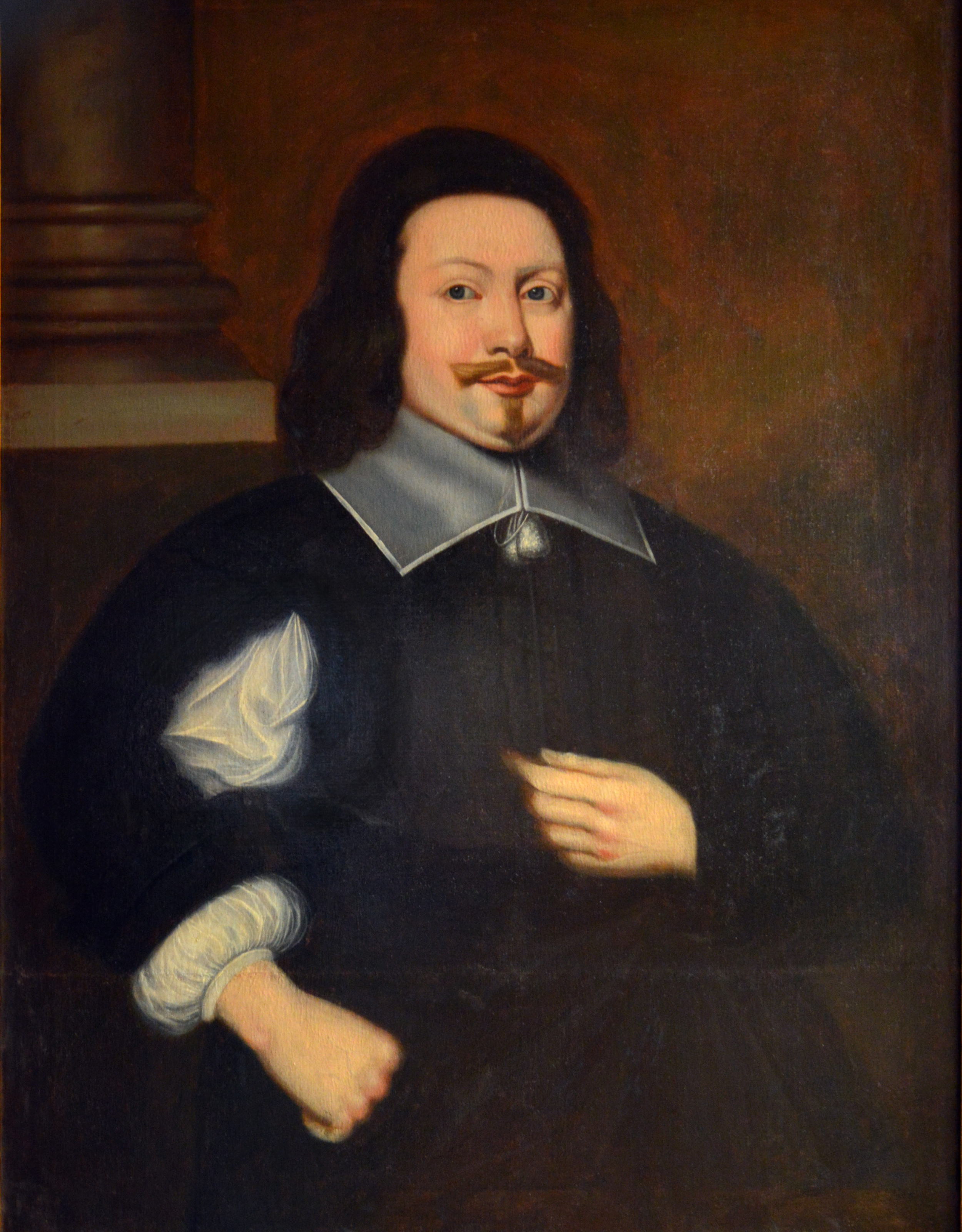
Schering Rosenhane, underståthållare 1634–1637

Underståthållaren var överståthållarens närmaste man från 1634 till 1967, då överståthållarämbetet avskaffades.
Underståthållarämbetet inrättades 1643 enligt Gustav Adolfs regeringsform som antogs av antogs av rikets ständer 29 juli detta år. Enligt § 24 i regeringsformen delades Sverige in i län med en landshövding som högste ämbetsman. Stockholm undantogs från länsindelningen och styrdes av en överståthållare med en underståthållare som ställföreträdare. Underståthållaren hade till en början lika rang som ett hovrättsråd, men Gustav III ändrade det i januari 1779 till lika rang som vice hovrättspresident.
Även tidigare har det funnits en underståthållare "på Stockholms slott samt öfwer Stockholms stad och län" då Nils Bengtsson Liljesparre 1719 fick denna titel, men den befattningen har inte mer än namnet gemensamt med den 1634 instiftade.

## Underståthållare 1634–1967
- 1634–1637: Schering Rosenhane [2]
- 1637–1641: Lars Persson Grubbe Stiernfelt [2]
- 1642–1645: Gabriel Gyllenanckar [2]
- 1645–1645: Johan Rosenhane [2]
- 1645–1648: Melcher Falkenberg af Bålby [2]
- 1648–1650: Bengt Baaz Ekehielm [2]
- 1650–1655: Reinhold Govert Leuhusen [2]
- 1655–1657: Jesper Crusebjörn [2]
- 1657–1666: Udde Knutsson Ödell [2]
- 1666–1700: Jakob Clo [2][3]
- 1700–1710: Georg Stiernhoff [2]
- 1710–1728: Johan Gripenborg [2]
- 1728–1741: Anders von Drake [2]
- 1741–1759: Hans Fredrik Standaerhjelm [2]
- 1759–1762: Lars Holmcreutz [2]
- 1762–1790: Axel von Axelsson [2]
- 1790–1792: Per Zacharias Ahlman [2]
- 1792–1793: Nils Henric Liljensparre [2]
- 1793–1798: Jan Erik Nibelius [2]
- 1798–1802: Per Evert Georgii [2]
- 1802–1810: Daniel Edelcreutz [2]
- 1811–1830: Justus Christopher von Lindecreutz [2]
- 1830–1834: Olof af Wannquist
- 1834–1834: Axel Reinhold von Sydow
- 1834–1847: Erik Magnus Kuylenstierna
- 1847–1852: Carl Fredric Ungberg [4]
- 1852–1855: Wilhelm Stråle af Ekna [5]
- 1855–1863: Johan Gustaf Samuel de Maré [6]
- 1863–1867: Gustaf Fridolf Almquist [7]
- 1867–1876: Ferdinand Olof Schager [8]
- 1876–1895: Per Johan Bråkenhielm
- 1895–1908: Ehrenfried von der Lancken
- 1908–1918: Theodor Hintze
- 1918–1929: Vilhelm Tamm
- 1929–1930: Hjalmar Grafström
- 1930–1936: Richard Bring
- 1937–1945: Eric Hallgren
- 1945–1959: Martin Wahlbäck
- 1959–1964: Erik Ros
- 1964–1967: Georg Thulin